# François Lhote
Pour les articles homonymes, voir Lhote.
Nicolas François Lhote est un architecte bordelais, né à Bordeaux en 1743 et mort à Paris en 1808.

## Biographie

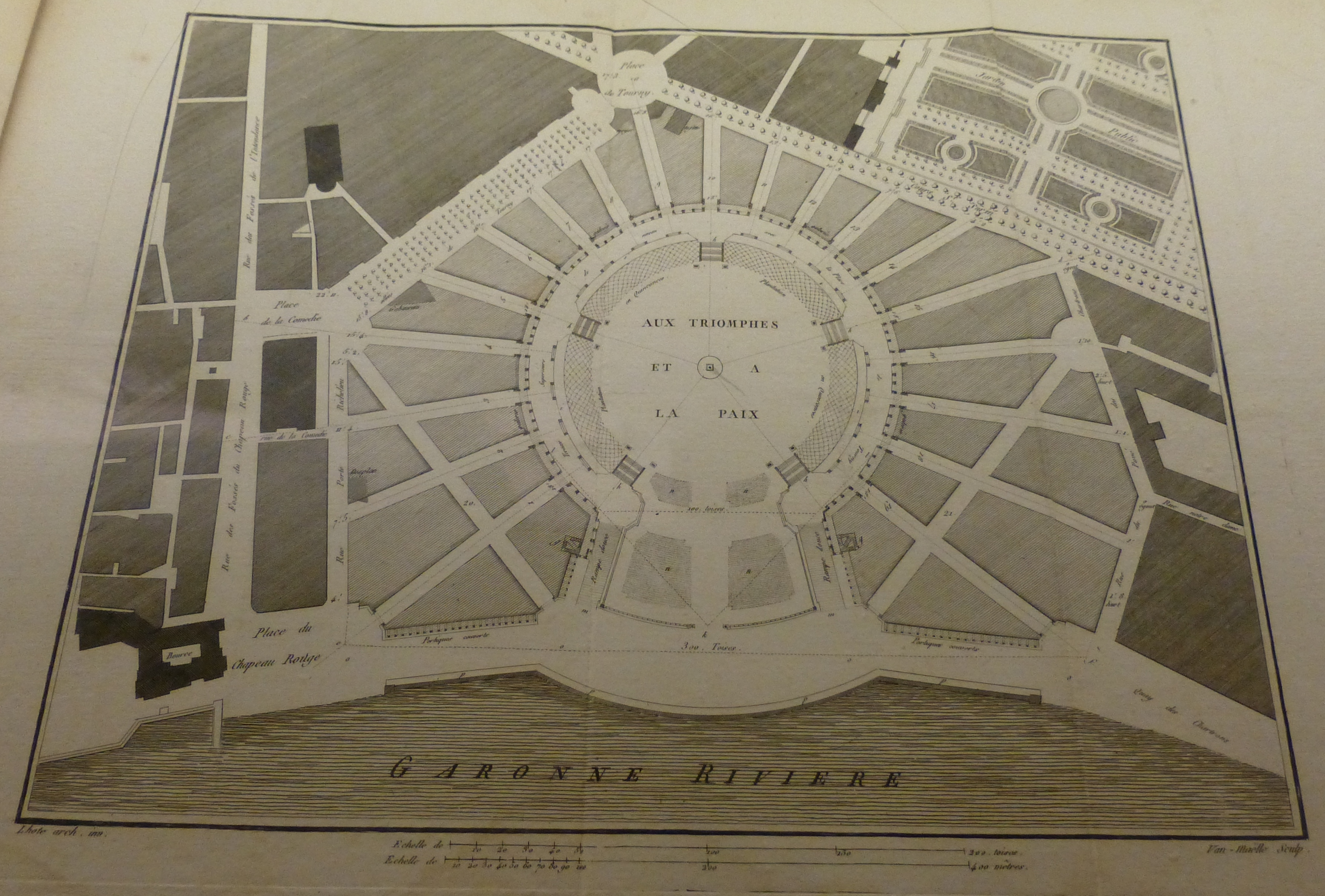
Projet d'aménagement de la future place des Quinconces

Il commence à travailler à Bordeaux en 1768,. En 1771 il est admis comme agréé dans l'Académie des Arts de Bordeaux et expose au Salon de cette année-là. Il est reçu comme membre associé de l'académie en février 1772. Il a exposé aux Salons de 1782 et 1787. Il a été le dernier directeur de l'Académie des Arts, entre 1790 et 1793. Il a été aussi associé au Musée où il a enseigné l'architecture.
Il est nommé ensuite professeur adjoint pour le trait à l'École d'architecture de Bordeaux.
Il obtient le poste d'architecte-inspecteur de la voirie et du bureau des finances de Guienne. À ce titre il va participer au concours pour le nouveau théâtre de la ville dans lequel il a été en concurrence avec l'architecte Victor Louis. Cependant, avec l'architecte Bonfin, il fait partie de l'agence de travaux qui réalise cette salle de spectacle.
Architecte instruit et apprécié de la bourgeoisie bordelaise, il a construit de nombreuses maisons dans les nouveaux quartiers de la ville et autour de Bordeaux. Il est également un spéculateur avisé, notamment pour la construction d'immeubles situés rue Huguerie et rue Rolland (ouverte en 1785).
En 1793, il présente à la Convention nationale une nouvelle division de la France qui n'a pas été adoptée.
François Lhote quitte Bordeaux à la fin du XVIIIe siècle. Il y revient en 1804. Il est chargé de la voirie par le commissaire général de police. Il entreprend des travaux de nivellement dans les rues.
Il présente, pour remplacer le Château Trompette un projet de place en fer à cheval avec obélisque : Aux triomphes et à la paix.
En 1805 il est destitué et remplacé par Jean-Baptiste Dufart. Il part peu après à Paris où il meurt en 1808. Quelques mois plus tard ses manuscrits et sa bibliothèque sont vendus aux frères Anglery, libraires à Bordeaux. M. Lafaurie de Monbadon, maire de Bordeaux, a fait acheter les manuscrits en 1809 et déposer dans les archives du bureau des Travaux publics.

## Principaux ouvrages
- 1775 : Hôtel Feger-Latour[4] ou Piganeau[5], 4 rue Esprit-des-Lois, à Bordeaux ;
- 1777 : Maison du négociant Paul Guillon[6], 2 cours de l'Intendance, à Bordeaux ;
- 1778 : Hôtel Dublan[7],[8], 55 cours Georges-Clemenceau, à Bordeaux ;
- 1778 : Hôtel de Basquiat[9], 29 cours d'Albret, à Bordeaux ;
- 1780 : Château Plaisance, à Macau ;
- 1785 : Castel d'Andorte[10], au Bouscat,
- 1788 : Petit hôtel Labottière[11], 13 rue Saint-Laurent, à Bordeaux ;
- 1791 : Château La Louvière[12], à Léognan.

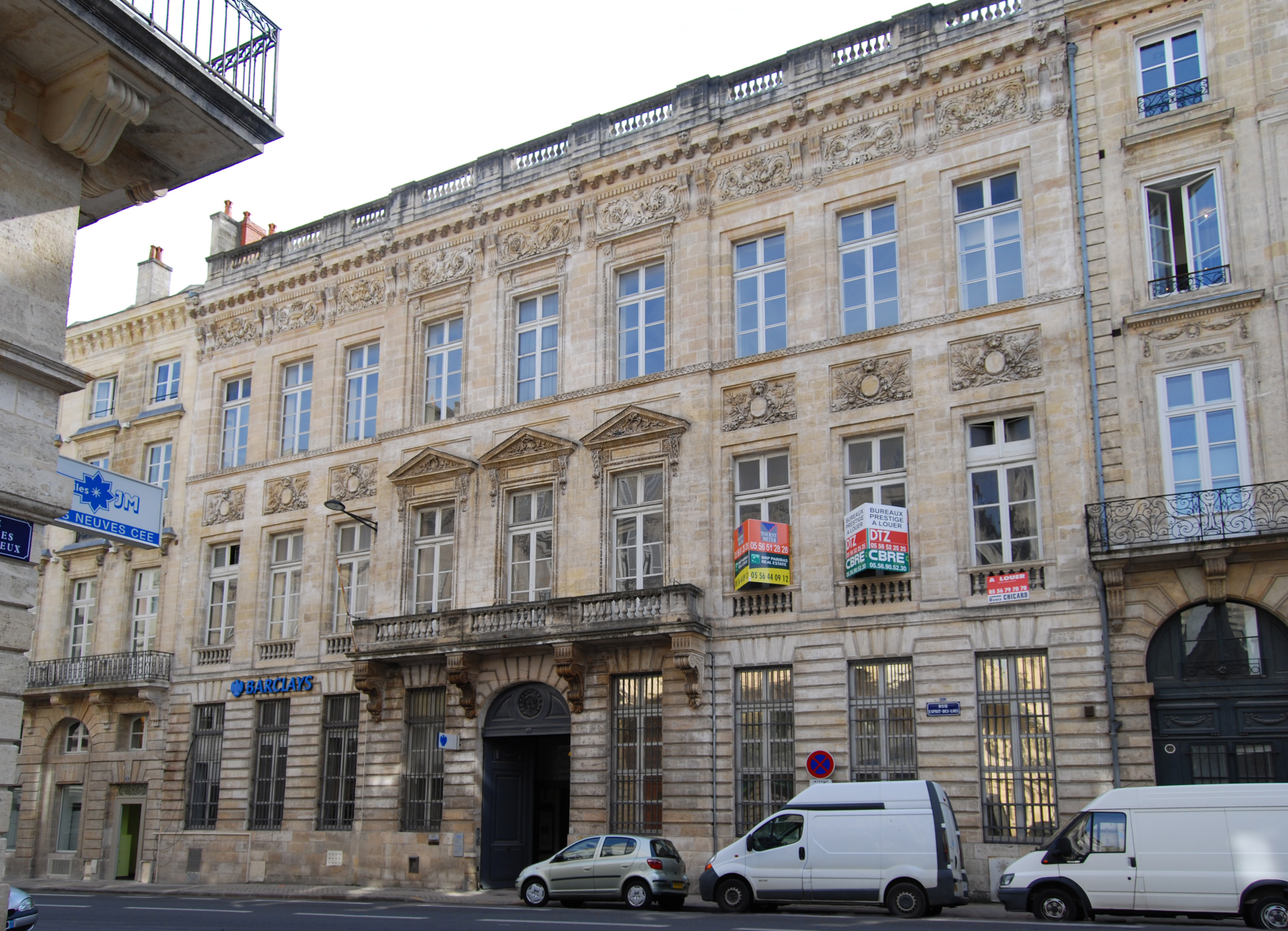
Hôtel Féger-Latour (1775)
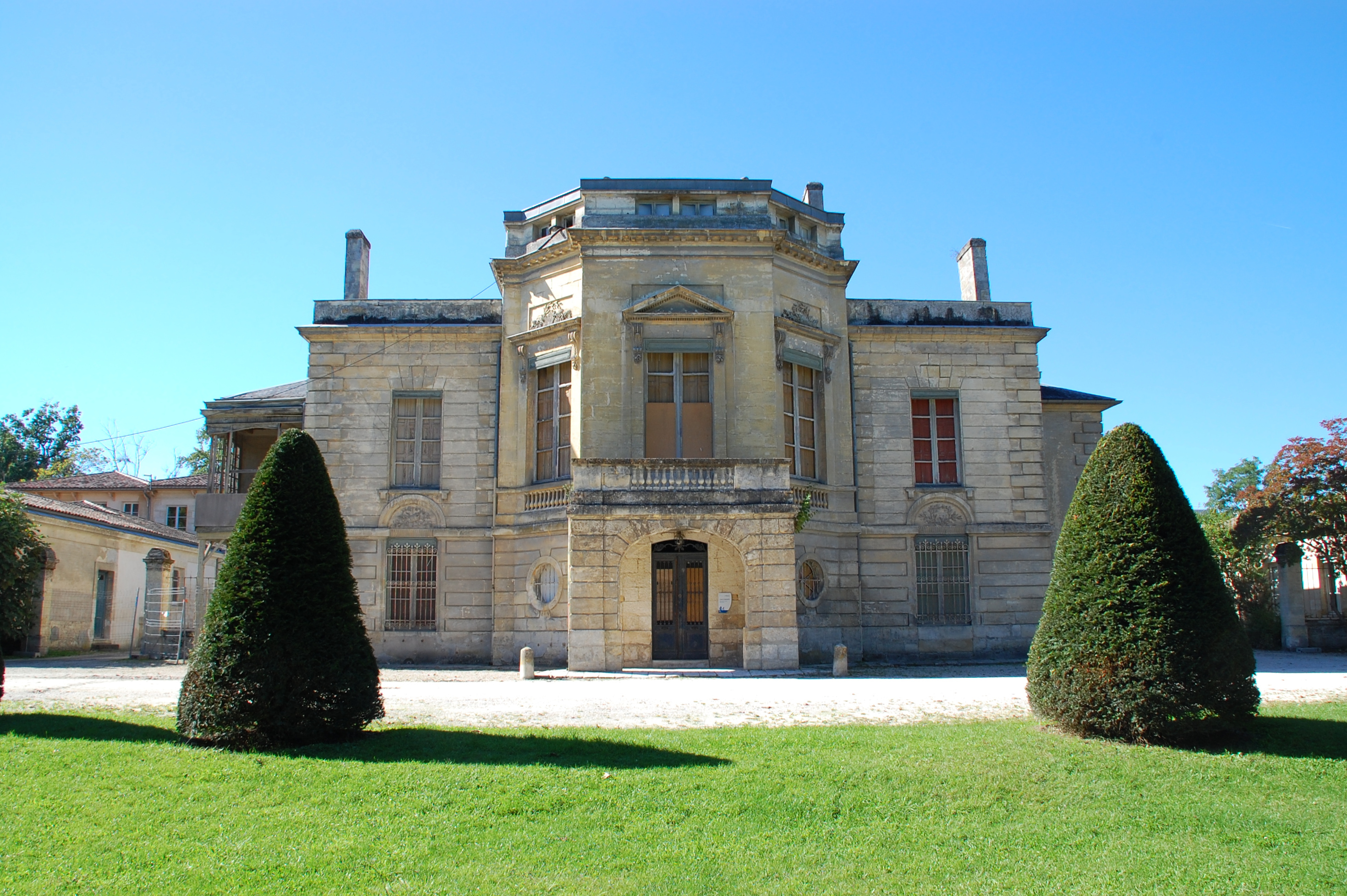
Castel d'Andorte (1785)
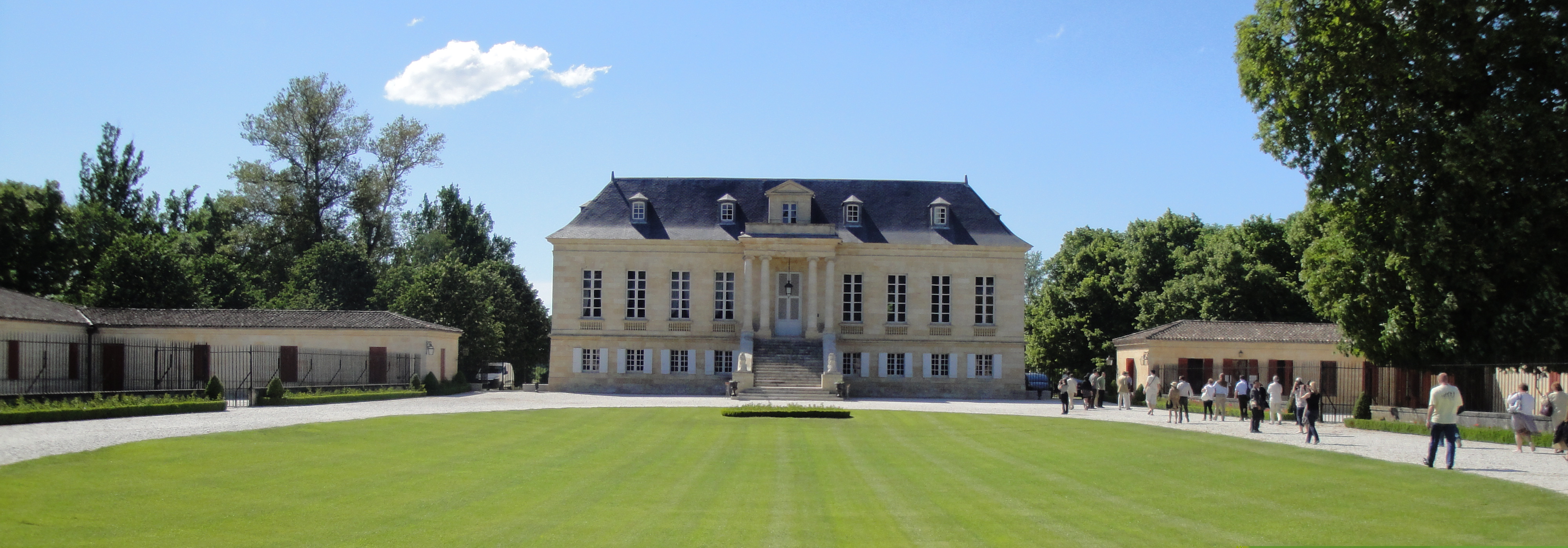
Château La Louvière (1791)